# Axcel
Axcel er en nordisk kapitalfond blev grundlagt i 1994 af en gruppe investorer fra Danmarks største finansielle og industrielle organisationer. Siden 2005 har fonden også haft en afdeling i Sverige. Axcel ejer i dag 15 virksomheder og en betydelig aktiepost i smykkefirmaet PANDORA.
Axcel er en kapitalfond som fokuserer på mellemstore virksomheder. Axcel har i december 2013 fire fonde med sammenlagt ca. 10 mia. kr. i kapitaltilsagn og fonden gennemført mere end 40 investeringer og 50 større tilkøb til disse. Foreløbig er 26 af disse blevet solgt eller børsnoteret. 
Blandt Axcels danske investeringer er Pandora A/S, EG A/S, EXHAUSTO, Noa noa og LESSOR A/S. I Sverige ejer Axcel virksomheder som LGT, Nordic Waterproofing og Driconeq. Axcels virksomheder har tilsammen en omsætning på knap 17 mia. kr. og ca. 12.500 medarbejdere.

## Ekstern henvisning
- Axcel – hjemmeside.